# Skála-Coop
A Skála-Coop Országos Szövetkezeti Beszerző és Értékesítő Közös Vállalat (köznapi nevén Skála) eredetileg szövetkezeti tulajdonban álló közös vállalat volt, a magyar kiskereskedelem jelentős, legendás szereplője a Kádár-korszakban. Az első áruházát, a Skála Budapest Nagyáruházat 1976. április 3-án nyitották meg, a második üzlet, a Fehérvár Áruház megnyitására két évvel később, 1978. április 1-én került sor. Ettől kezdve pedig sorra épültek az áruházak országszerte. A Skála-Coop első igazgatója Demján Sándor volt, aki merőben új, egyedi kereskedelmi filozófia alapján vágott bele a szövetkezet profiljának kialakításába. E döntésével nem kis kockázatot vállalt, hiszen fel kellett adnia a Gorsium ÁFÉSZ vezetőségi helyét az új vállalkozásért.
A Skála évtizedeken át egyet jelentett a széles választékkal és a jó minőséggel. Mint jelenség az egész magyar kiskereskedelem irányát meghatározta. Fénykorában szinte minden nagyobb városban üzemeltetett helyi egységeket. Képi reklámfigurája, a Skála Kópé, amelynek a névadója Jarolics Béla a Skála marketingese volt. A vidám reklámfigura nemzedékek kedvencévé vált, reklámszlogenjei széles körben voltak ismertek. („Én vagyok a Skála Kópé, szívem a vásárlóké!”) Skála Kópé  „Bemegyek, kijövök / De milyen jól kijövök / Ha bemegyek” szövegű reklámdala, az első hazai animációs reklámfilmhez fűződik, amely a XI. Magyar Reklámfilm Fesztiválon 1981-ben, a második helyet szerezte meg. A reklámot rendezte Sas István, zenéjét írta Rusznák Iván.

## Története

### Az alapítástól a rendszerváltásig

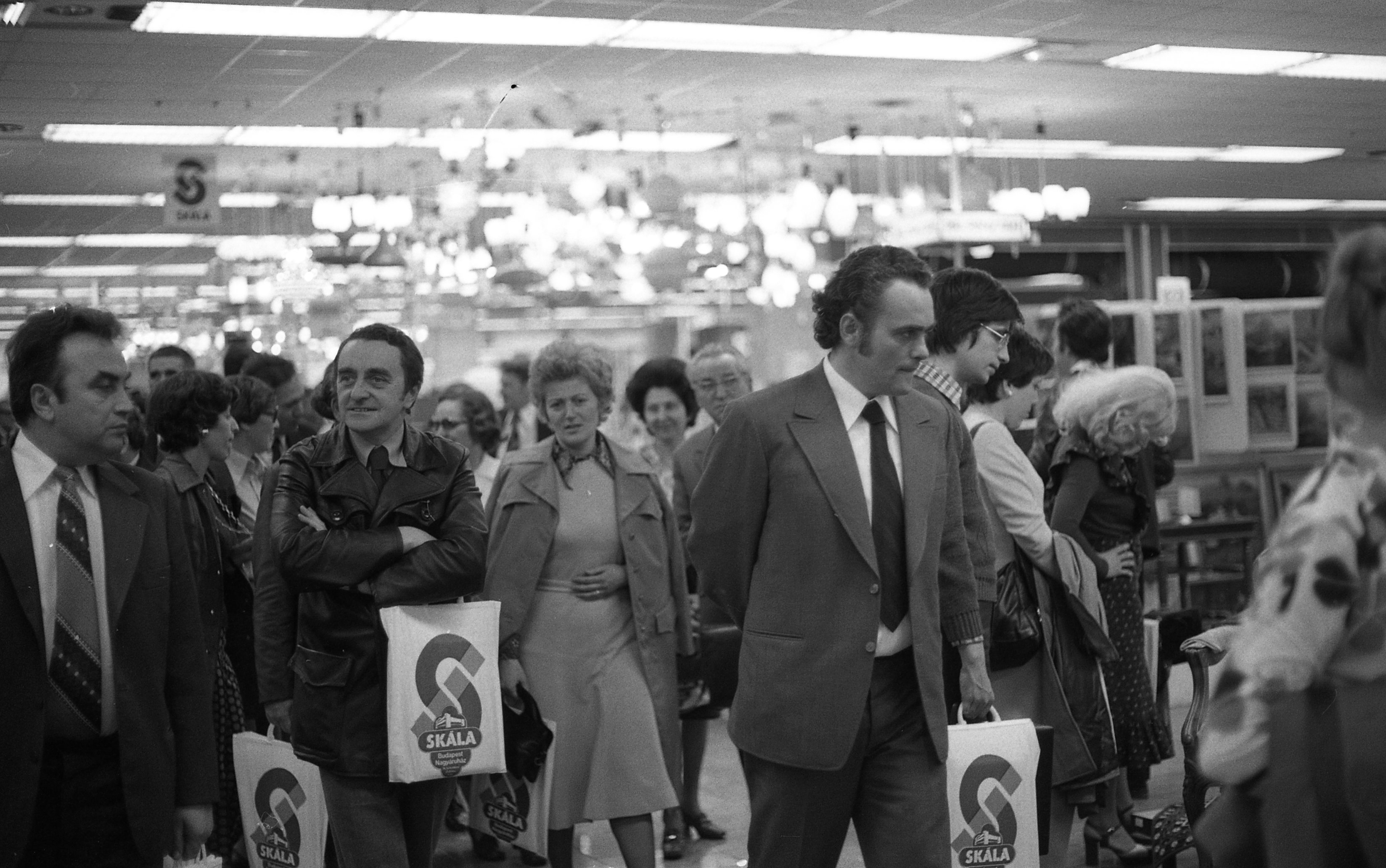
1976. április 3-án a Skála Budapest Szövetkezeti Nagyáruház megnyitása. Középen Demján Sándor igazgató

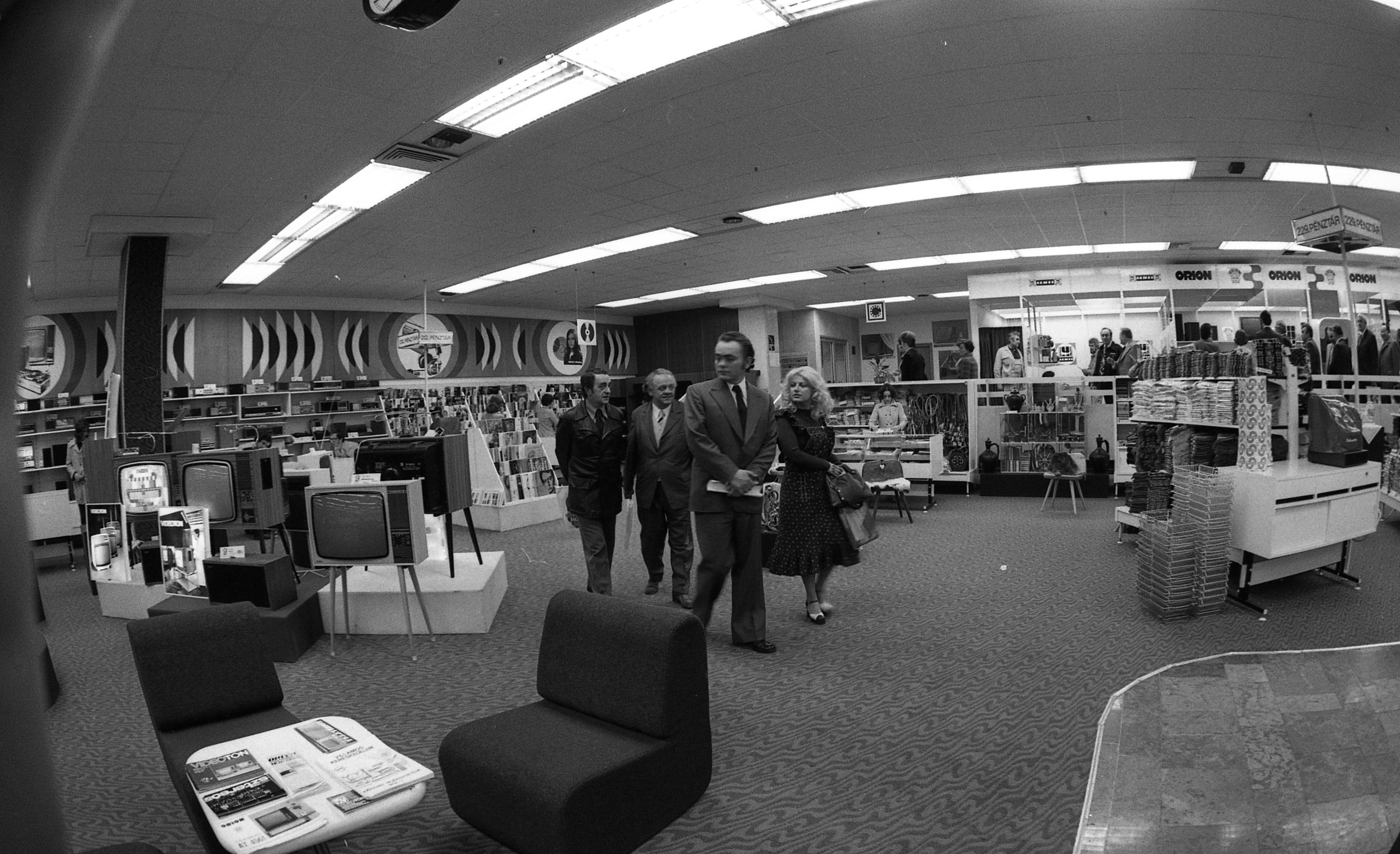
Skála Budapest Szövetkezeti Nagyáruház eladóterében

A Skála-Coop Országos Szövetkezeti Beszerző és Értékesítő Közös Vállalat 1979-ben alakult az ÁFÉSZ-ek közös tulajdonában levő Skála Nagyáruház és a Szöváru Nagykereskedelmi Vállalat egyesülésével. Az 1980-as években valóságos Skála-birodalom jött létre, a nagyvállalat sok nagy- és kiskereskedelmi szervezetet olvasztott magába, a játékgépek üzemeltetésétől a televízió-gyártásig szinte mindennel foglalkozott. A vállalat a rendszerváltás előtt nem sokkal, 1988-ban 2 268 310 E Ft alaptőkével átalakult részvénytársasággá, és tevékenységét  Skála-Coop Kereskedelmi és Ipari Rt. (rövid nevén:Skála-Coop Rt.) néven folytatta.
Az Rt. részvényét 1991 januárjában vezették be a Budapesti Értéktőzsde B-kategóriájában.

### Magánosítás
A rendszerváltást követően, 1991-ben a német Tengelmann-csoport szerezte meg a vállalat többségi tulajdonát. Az 1990-es években a Skála-Coop igyekezett megszabadulni a kiskereskedelemmel össze nem egyeztethető üzletágaitól.
Ugyanakkor az ÁFÉSZ-ektől sorra vásárolták meg a fehérvári, a győri, a dunaújvárosi és a gyöngyösi áruházakat, majd 1994-ben harminc évre bérbe vették a pécsi Konzum áruházat. Az áruházak élelmiszeregységeit bérbe adták a szintén a Tengelmann-csoporthoz tartozó Kaiser’s élelmiszerláncnak. A Skála-Coophoz tartozó S-Modell hálózat a Marks & Spencer-rel alakított ki kapcsolatot. Az S-Modell reklámarca Takács Éva modell volt.
1995 elejétől érdeklődést mutatott az addigi konkurens Centrum Áruházak Rt. megvásárlása iránt. A Tengelmann 1997-ben többségi tulajdont szerzett a Centrum Rt-ben. 2001-ben a Capital Rt. megvette a Tengelmann csoporttól a Skála-Coop Rt-t, amely az áruházak mellett irodaházat, telkeket, és raktárakat is birtokolt. Egy évvel később a vezetés új arculat bevezetése mellett döntött, s megalakult a Skála Divatház.
A gyengébb műszaki állapotú és kisebb alapterületű áruházakat eladták, néhányat bérbe adtak, ennek ellenére a korszerű nyugati típusú bevásárlóközpontok terjedése miatt nem vált be az új üzletpolitika. A Skála Budapest Nagyáruház, a Skála Metró, a Luxus Áruház és a Campona bevásárlóközpont kivételével 2005-ben három lépcsőben eladták, illetve bérbe adták a még megmaradt áruházakat.

### Napjainkban
Miután a Skála-Coop felhagyott a kereskedelmi tevékenységgel, ingatlan-hasznosító céggé alakult, az áruházak bérbeadásával illetve eladásával foglalkozik jelenleg is. 
Az áruházak működtetése új tulajdonosokhoz került, 2005-ben a Skála Metrót és a budai Skálát kivéve 18 Skála, illetve volt Centrum áruház működtetését vették át. A budai Skálát 2009-ben lebontották, a Skála Metrót egy ideig egy győri cég működtette, de 2009 áprilisa óta ismét a Skála áruházak láncához tartozik ez az áruház is.

### Skála áruházak az országban
Jelenleg 19 áruház működik az országban.

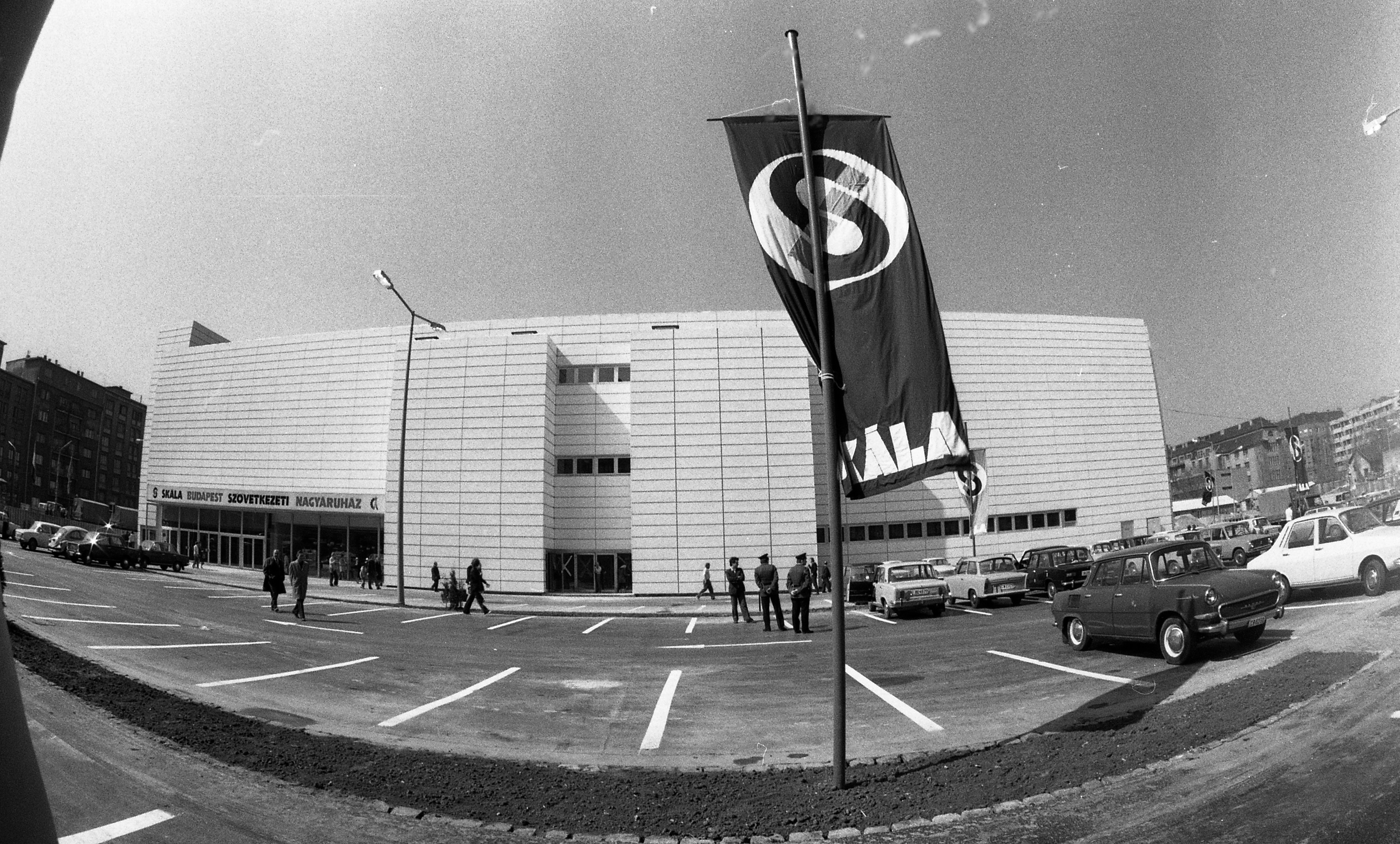
A lebontott Skála Budapest Szövetkezeti Nagyáruház 1976-ban

Budapesten
- Corvin Áruház
- Skála Metró
- Skála Kispest
- Skála Kőbánya
- Skála Újpest

Más városokban
- Skála Érd[7]

- Skála Arrabona (Győr)
- Skála Debrecen
- Skála Dunaújváros
- Skála Eger
- Skála Gyöngyös
- Skála Kecskemét
- Skála Miskolc
- Skála Nyíregyháza
- Skála Ózd
- Skála Pécs
- Skála Szeged
- Skála Székesfehérvár
- Skála Szolnok